# رینیر بیوکس
رینیر بیوکس (هلندی: Reinier Beeuwkes; ۱۷ فوریهٔ ۱۸۸۴ – ۱ آوریل ۱۹۶۳) بازیکن فوتبال اهل هلند بود.
وی همچنین در تیم ملی فوتبال هلند بازی کرده‌است.